# Coregonus

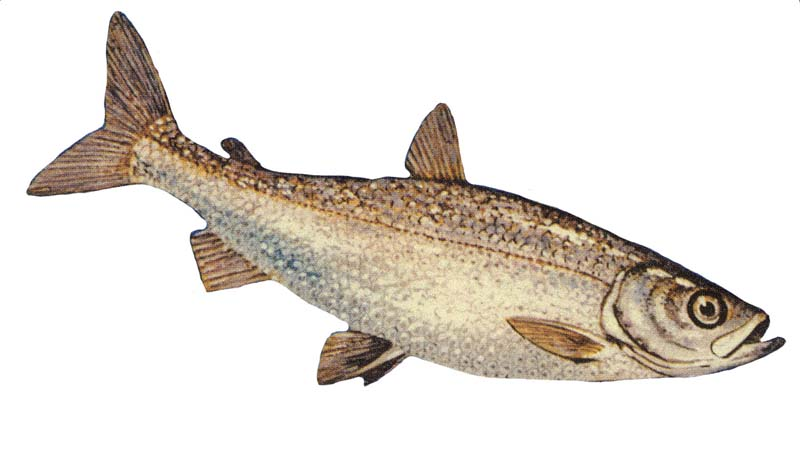
Coregonus hoyi

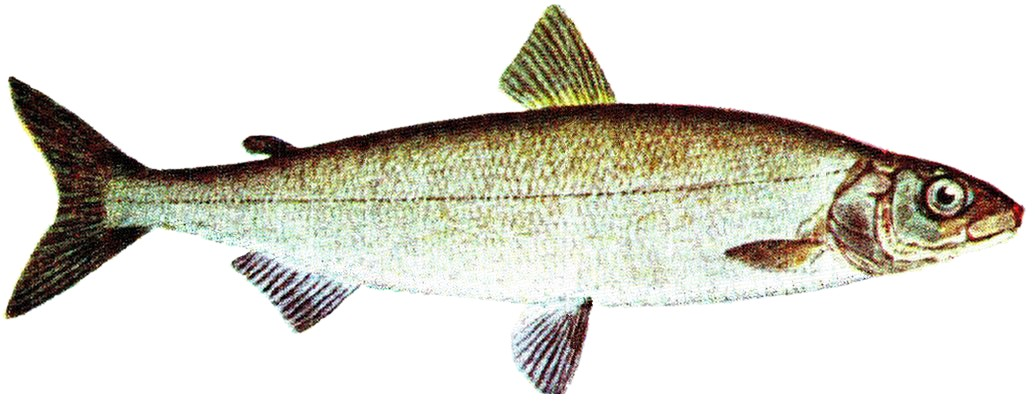
Coregonus lavaretus

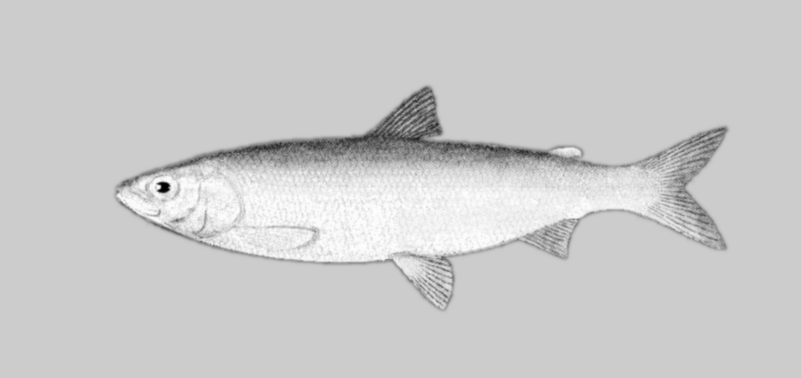
Coregonus reighardi

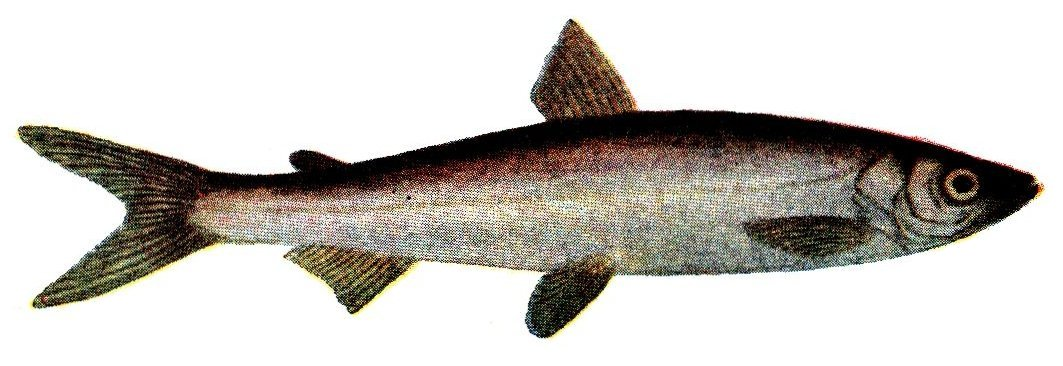
Corègon blanc

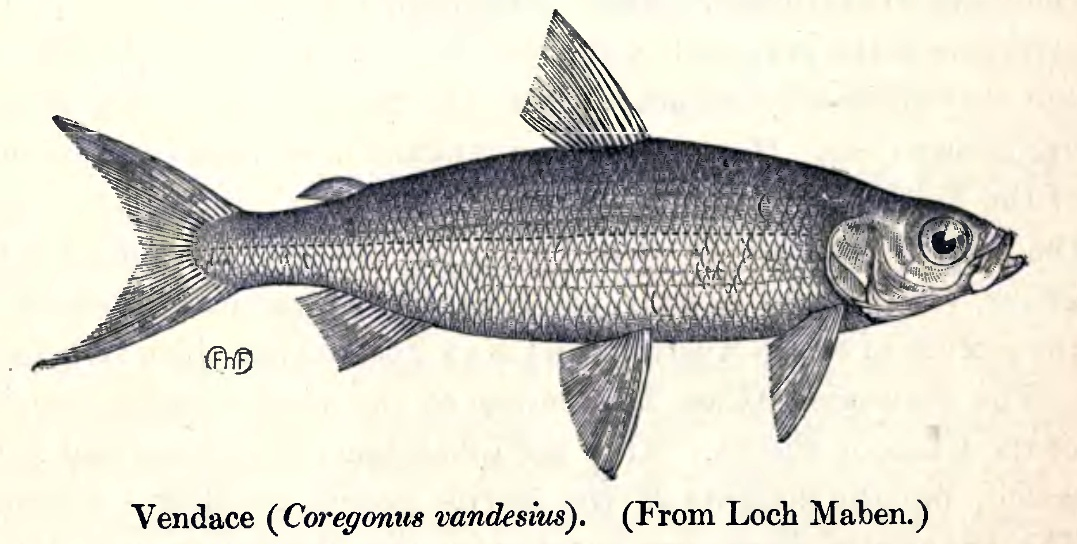
Coregonus vandesius

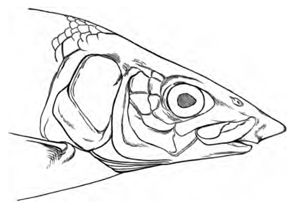
Coregonus oxyrinchus

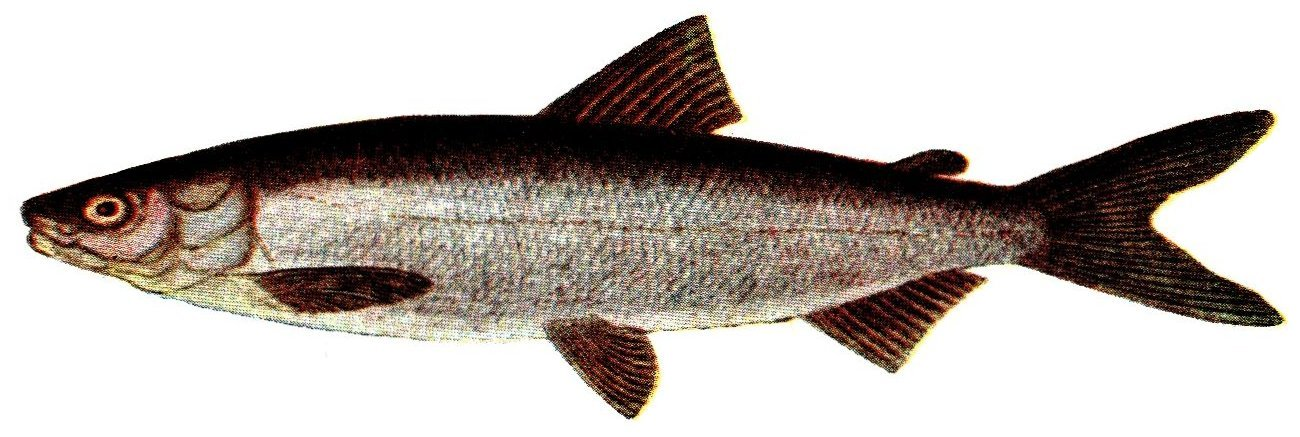
Coregonus lavaretus

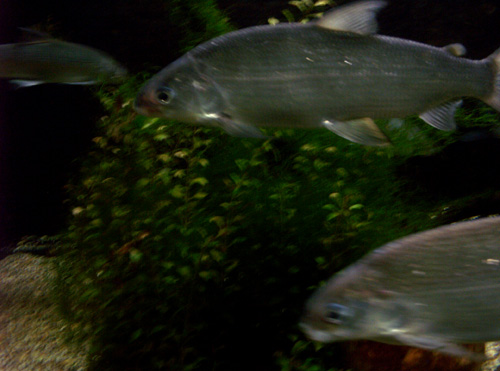
Coregonus clupeaformis

Coregonus és un gènere de peixos de la família dels salmònids i de l'ordre dels salmoniformes.

## Taxonomia
- Coregonus albellus[4]
- Coregonus albula - Corègon blanc[5][6][7][8][9][10][11][12][13][14][15][16][17][18]
- Coregonus alpenae †
- Coregonus alpinus[19]
- Coregonus anaulorum
- Coregonus arenicolus[20]
- Coregonus artedi[21][22][23]
- Coregonus atterensis
- Coregonus austriacus[24]
- Coregonus autumnalis - Corègon àrtic[25][26][27][28]
- Coregonus baerii[29]
- Coregonus baicalensis
- Coregonus baunti
- Coregonus bavaricus[30]
- Coregonus bezola[31] †
- Coregonus candidus[32]
- Coregonus chadary[33]
- Coregonus clupeaformis[34][35][36][37][38][39][40][41][42][43][44][45][46]
- Coregonus clupeoides[47]
- Coregonus confusus[48]
- Coregonus danneri[49]
- Coregonus duplex[4]
- Coregonus fatioi[20]
- Coregonus fera[50] †
- Coregonus fontanae[51][52]
- Coregonus gutturosus[53] †
- Coregonus heglingus[54]
- Coregonus hiemalis[50] †
- Coregonus hoferi[55]
- Coregonus holsatus[56]
- Coregonus hoyi[57][58][59]
- Coregonus huntsmani
- Coregonus johannae †
- Coregonus kiletz[60]
- Coregonus kiyi
- Coregonus ladogae[61]
- Coregonus laurettae[62][63]
- Coregonus lavaretus[5][64][65][66][67][68][69][70][71][72][73][74][75][76][77][78][79][80][81][82][83]
- Coregonus lucidus
- Coregonus lucinensis[84]
- Coregonus lutokka[85]
- Coregonus macrophthalmus[86]
- Coregonus maraena[87]
- Coregonus maraenoides[88]
- Coregonus maxillaris[89]
- Coregonus megalops[90]
- Coregonus migratorius
- Coregonus muksun[91]
- Coregonus nasus - Corègon del llac Léman[25][92][93][94][95][96][97]
- Coregonus nelsonii[98]
- Coregonus nigripinnis †
- Coregonus nilssoni[99]
- Coregonus nobilis[100]
- Coregonus oxyrinchus[5][101] †
- Coregonus palaea[102]
- Coregonus pallasii[99]
- Coregonus peled[103][104][105][106][107]
- Coregonus pennantii[99]
- Coregonus pidschian[103]
- Coregonus pollan[108][109]
- Coregonus pravdinellus
- Coregonus reighardi
- Coregonus renke[110]
- Coregonus restrictus[111] †
- Coregonus sardinella[99][112][113]
- Coregonus stigmaticus[114]
- Corègon de Kamtxatka (C. subautumnalis)
- Coregonus suidteri[48]
- Coregonus trybomi[115]
- Coregonus tugun
- Coregonus ussuriensis[116][117][118]
- Coregonus vandesius[119]
- Coregonus vessicus[120]
- Coregonus wartmanni[121]
- Coregonus widegreni[122]
- Coregonus zenithicus
- Coregonus zuerichensis[86]
- Coregonus zugensis[86][123][124][125][126][127]